# Агелај
Агелај (грч. Ἀγέλαος) је у грчкој митологији било име више личности.

## Етимологија
Име Агелај има значење „свињар“.

## Митологија
- Био је Хераклов син. Познат је још и под именима Лам и Хил.[2] Његова мајка је била Омфала.[3] Он је био оснивач куће Креса. Према Херодоту, та породица је потицала од Агелаја, а према Диодору од Клеолаја. Диодор је сина Херакла и Омфале називао Лармом, док су га други аутори, попут Антонина Либерала, називали Лаомедом.[4]
- Према Аполодору, пастир и слуга краља Пријама. Пошто се Пријамова супруга Хекаба породила на дан када је проречено да ће новорођенче уколико одрасте проузроковати пад Троје, од Пријама се очекивало да убије и њу и дете. Пријам то није могао да учини, али су видовити људи, предвођени Аполоновом свештеницом Херофилом, вршили притисак на њега да макар убије дете. Он је ту страшну дужност препустио Агелају. Међутим, он је био меканог срца и није могао да директно убије дете, већ га је оставио на планини Иди. Након пет дана, када се вратио, затекао је медведицу како га доји. То је зачудило Агелаја, који је то схватио као знамење, те је понео дете у ранцу, одакле му и име Парис, како би га однео кући. Тамо га је одгајио заједно са својим сином. Према неким изворима, он је тако учинио јер га је Хекаба подмитила. Касније, када је Парис одрастао, Агелај је признао Пријаму да му је то син и као доказ показао звечку коју је био сачувао.[1][2]
- Аполодор је навео и Хераклида по имену Агелај, који је био Теменов син и који је заједно са својом браћом сковао заверу против оца и убио га.[5]
- Према Паусанији, Стимфалов син, а Фалантов отац.[2]
- У Хомеровој „Одисеји“, а и према Аполодору, био је један од Пенелопиних просилаца са Сама, кога је убио Одисеј.[6] Када је Одисеј отпочео окршај са просиоцима своје супруге, убрзо су многи били мртви. Агелај је храбрио преживеле и предводио их, све док и сам није страдао од Одисејевог копља. Био је Дамасторов син.[4]
- У Хомеровој „Илијади“, Тројанац, учесник тројанског рата, Фрадмонов син, кога је убио Диомед.[7] У истом делу је помеут још један учесник овог рата, али који се борио у противничкој војсци. Убио га је Хектор. Према другим изворима у овој војсци су били и Хипасов син који је дошао из Милета и кога је убио Мегент, као и Меонов син кога је убио Ајант.[8]
- Агелај је према Хесиоду друго име Агелеја.[2]
- Био је ратник у Дионисовој војсци у току индијског рата. Он је био Антејев отац.[2]